# Independencia (frégate)
Pour les articles homonymes, voir Independencia.
BAP Independencia était un navire cuirassé construit en Angleterre pour la marine péruvienne au milieu des années 1860. Pendant la Guerre du Pacifique (1879-1884), Independencia s'est échoué tout en poursuivant la goélette chilienne Covadonga pendant le combat naval de Punta Gruesa le 21 mai 1879. Les survivants ont été sauvés par le monitor Huáscar et l'épave détruite pour empêcher sa capture.

## Construction
La frégate Independencia a été construite par Frères Samuda dans leur chantier naval de Poplar, à Londres et a été lancée le 8 août 1865 et achevée en décembre 1866. Ses chaudières ont été remplacées en 1878.
Son armement d'origine est concentré au milieu du navire dans une batterie centrale protégée par une armure. La frégate est aussi équipée d'un bélier en proue. En février 1879, son armement a été renforcé par un canon rayé de 9 pouces (229 mm) à l'avant et d'un canon Parrott de 150 livres à l'arrière, les deux sur  un support pivotant.

## Carrière
Le 21 mai, elle était à la poursuite de Covadonga après la bataille navale d'Iquique et a tenté d'éperonner le navire chilien car Independencia n'avait touché son adversaire qu'une seule fois jusqu'à présent. Du Covadonga, l'un de ses tireurs d'élite a tiré sur le barreur d' Independencia juste au moment où le navire commençait à tourner. Sans personne au gouvernail, Independencia s'est échoué. Covadonga  vint en poupe d' Independencia, la forçant à se rendre, jusqu'à ce que Huáscar fasse quitter l'équipage du navire.
Les pertes étaient de quatre morts et onze blessés. Huáscar a fait sauter l'épave et l'a incendiée pour empêcher sa capture.	

## Galerie

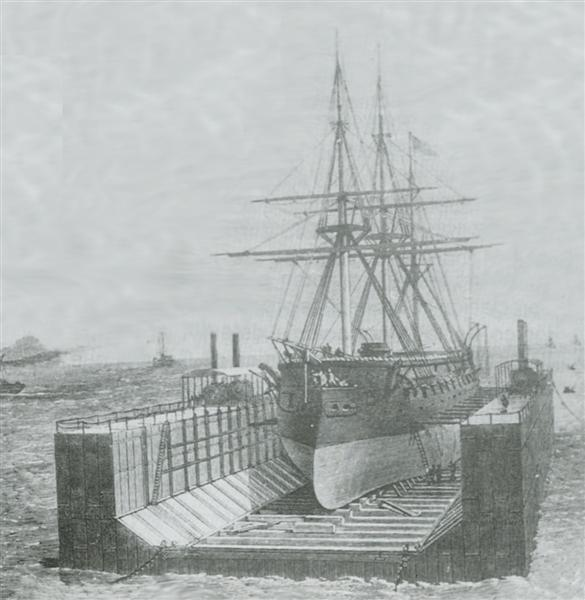
Independencia au port de Callao en 1866
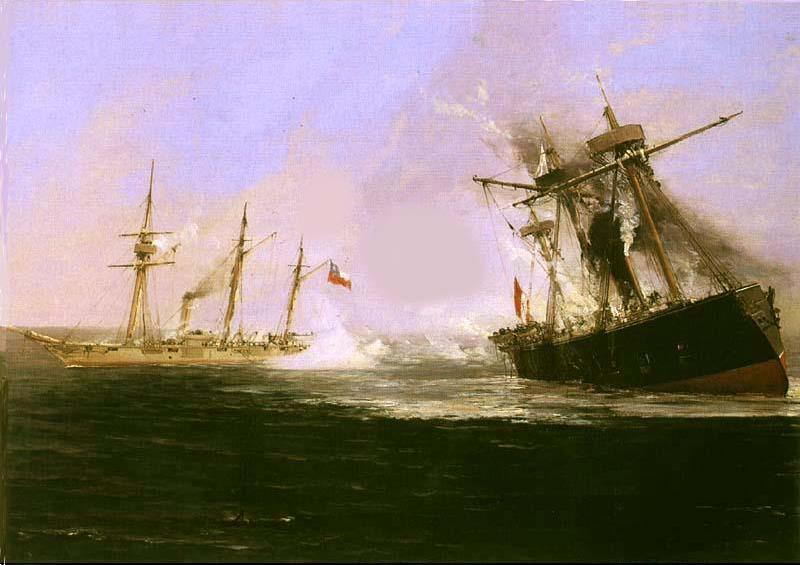
Combat naval de Punta Gressa
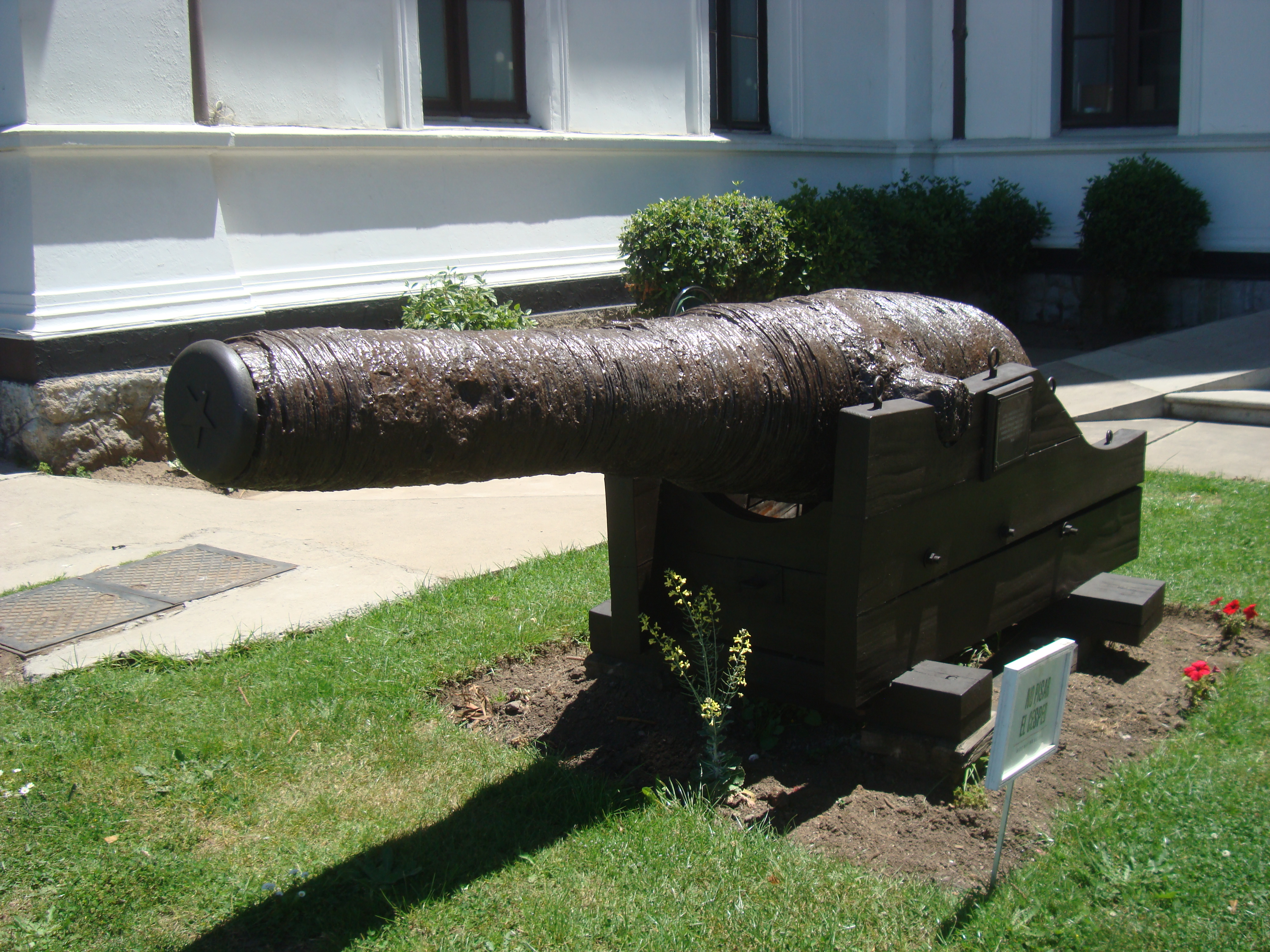
Canon Armqtrong